# عبدالله صیرفی
مولانا عبدالله صیرفی فرزند محمود تبریزی از خوشنویسان صاحب‌نام قرن هشنم هجری بوده که دست‌کم تا ۷۴۷ ه.ق می‌زیسته‌است. برخی سال درگذشت او را ۷۴۲ ه‍.ق و محل دفن او را مقبره ٔ چرنداب تبریز نوشته‌اند. او در خطوط ششگانه شاگرد یاقوت مستعصمی بوده و از جمله استادان سبعه یا هفتگانه به‌حساب می‌آید. همچنین او را از شاگردان سید حیدر گُنده‌نویس دانسته‌اند.
شیوه عبداللّه صیرفی را شاگردش خیرالدین مرعشی (متوفی ۸۷۶) به قلمرو عثمانی بُرد و شاگرد برجسته ای چون حمداللّه آماسی (متوفی ۹۲۶) را پرورش داد. که سرسلسله خوشنویسان عثمانی محسوب می‌شود. به این ترتیب عبداللّه صیرفی که به واسطه استادش یاقوت به مکتب بغداد متصل است در انتقال مرکز ثقل هنر خوشنویسی اسلامی به داخل ایران و سپس ارسال بخشی از آن به عثمانی از حلقه‌های کلیدی به‌شمار می‌رود.
یکی از آثار او کتیبه‌های مسجد استاد و شاگرد در خیابان فردوسی تبریز است که بنای اولیه آن در سال ۷۴۲ هجری قمری ساخته شده‌است. کتیبه‌های داخل و مندرجات دیوارهای خارج مسجد به خط او و یکی از شاگردان وی نوشته شده از همین رو به مسجد استاد و شاگرد شهرت یافته‌است.